# Хансен-Лёве, Миа
Миа Хансен-Лёве (фр. Mia Hansen-Løve; род. 5 февраля 1981, Париж) — французский режиссёр, сценарист, актриса.

## Биография
Хансен-Лёве родилась в Париже в семье профессоров философии Лоранс и Оле Хансен-Лёве. Её фамилия скандинавского происхождения — дедушка Мии был датчанином. Есть старший брат Свен, известный в 90-е диджей и двоюродный брат Игорь, журналист еженедельника L’Express.
В подростковые годы увлеклась актёрством, сыграла в фильмах «Конец августа, начало сентября» и «Сентиментальные судьбы», режиссёр обоих — Оливье Ассаяс.
В 2001 поступила в Парижскую консерваторию драматического искусства, но ушла из неё в 2003. Затем какое-то время изучала немецкий и датский языки в Сорбонне.
Вплоть до 2005 года писала рецензии для знаменитого журнала о кино Cahiers du cinéma. В это же время сняла несколько короткометражек, в том числе «Contre-coup» (2005) с Луи Гаррелем и Лолитой Шамма.

## Карьера
Её первый фильм «Всё прощено» был номинирован на национальную кинопремию «Сезар» в категории «Лучший дебют» в 2008 году.
Её второй фильм «Отец моих детей» был показан на 62-м Каннском кинофестивале в программе «Особый взгляд» и выиграл Специальный приз жюри.
Следующий фильм Хансен-Лёве — полуавтобиографическая лента «Первая любовь». Исполнительницу главной роли, актрису Лолу Кретон, Хансен-Лёве увидела в фильме «Синяя борода» (2009). Фильм был показан на кинофестивале в Локарно в 2011 году и заслужил специальное упоминание жюри.
В ноябре 2013 года начались съемки фильма «Эдем», драмы о молодом человеке по имени Поль, который открывает для себя мир набирающего обороты музыкального направления фрэнч-хаус в 1990-е годы. Сюжет был вдохновлен братом Хансен-Лёве Свеном, в прошлом известным диджеем, он также выступил в качестве сценариста. Музыку для фильма написали Daft Punk. Фильм был показан на Международном кинофестивале в Торонто в 2014 году.
Во время промоушена «Эдема» Хансен-Лёве сообщила, что главную роль в её следующем фильме «Будущее» будет играть Изабель Юппер. Героиня Юппер — преподаватель философии, идеальная жизнь которой идет под откос, когда от неё уходит муж, а потом и съезжают дети.

## Личная жизнь
Замужем за режиссёром Оливье Ассаясом. Есть дочь Вики (род. 2009)

## Фильмография

#### Режиссёр
- 2003: Après mûre réflexion — режиссёр и сценарист
- 2004: Un pur esprit — режиссёр
- 2005: Offre Spéciale — режиссёр
- 2005: Contre-coup — режиссёр
- 2005: Laisse passer l’été — режиссёр
- 2005: Platonov, la nuit est belle — режиссёр
- 2007: Tout est pardonné / «Все прощено» — режиссёр и сценарист
- 2009: Le père de mes enfants / «Отец моих детей» — режиссёр и сценарист
- 2011: Un amour de jeunesse / «Первая любовь» — режиссёр и сценарист
- 2014: Eden / «Эдем» — режиссёр, сценарист (совместно со Свеном Хансеном-Лёве)
- 2016: L’avenir / «Будущее» — режиссёр и сценарист
- 2018: Maya / «Майя» — режиссёр и сценарист
- 2020: Bergman Island / «Остров Бергмана» — режиссёр и сценарист
- 2023: Un beau matin / «Одним прекрасным утром» - режиссёр

#### Актриса
- 1998: Конец августа, начало сентября (реж. Оливье Ассаяс) — Вера
- 2000: Les destinées sentimentales / «Сентиментальные судьбы» (реж. Оливье Ассаяс) — Aline